# Turzyca sztywna
Turzyca sztywna, t. Hudsona (Carex elata All.) – gatunek byliny z rodziny ciborowatych (turzycowatych), występujący w Europie, zachodniej Azji i północno-zachodniej Afryce. W Polsce gatunek rodzimy, pospolity na niżu.

## Morfologia

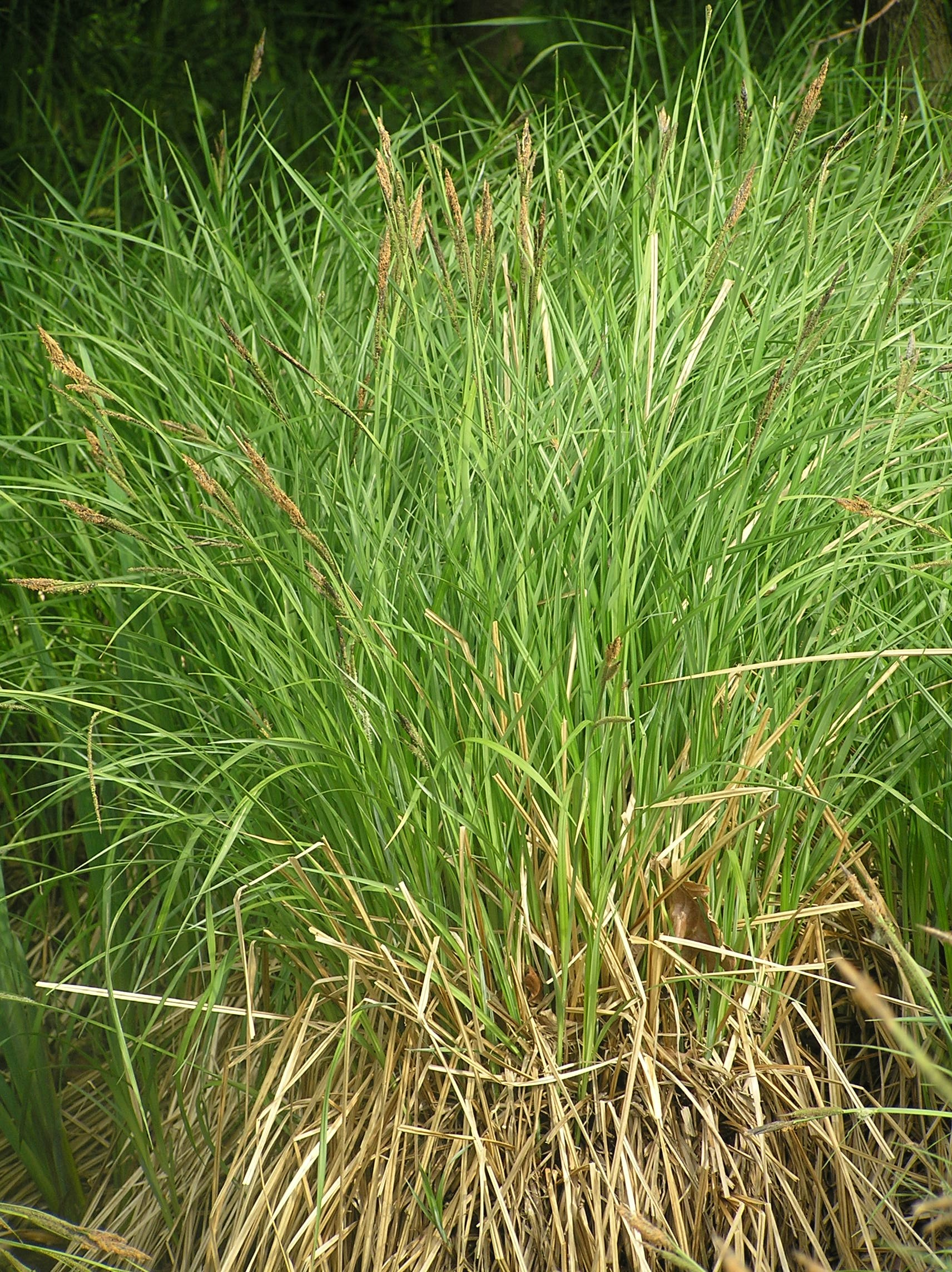
Pokrój

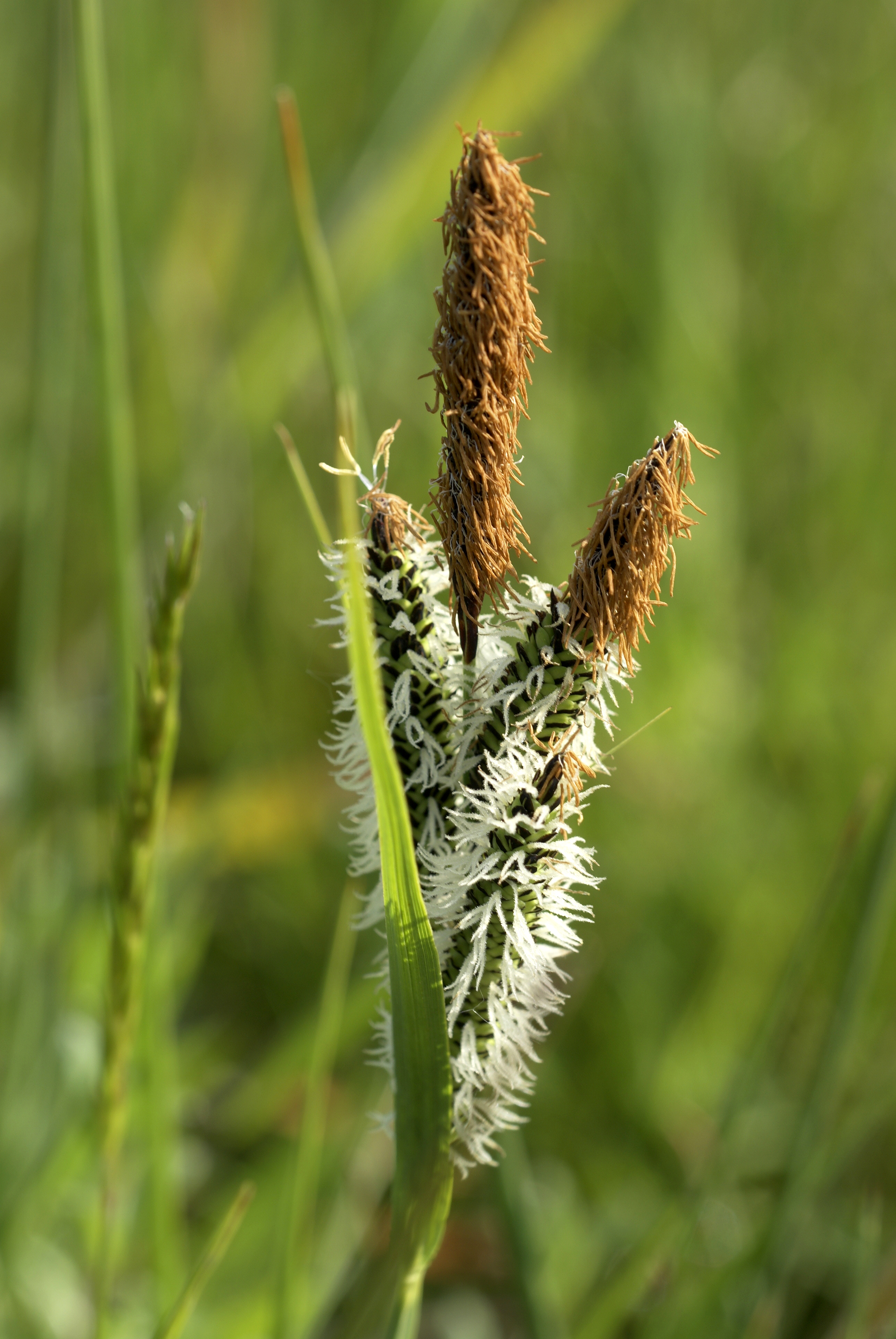
Kwiatostan

Stanowisko turzycy sztywnej w rezerwacie Wysokie Bagno

PokrójRoślina zielna, bylina tworząca zwarte kępy.
ŁodygaTrójkanciasta, sztywna, wysokości (20)50–120(130) cm, górą szorstka, u dołu silnie ulistniona.
LiścieDość wąskie, szerokości 3-4(6) mm, o ostrych krawędziach, grzbieciste, sinozielone. Pochwy liściowe żółtobrunatne, połyskujące, sieciowato porozrywane. Brzegi liści podczas suszenia zwijają się zawsze pod spód.
KwiatyRoślina jednopienna, kwiaty rozdzielnopłciowe, zebrane w kwiatostany - kłosy. Kłosy szczytowe męskie, od jednego do trzech, długości 3-6(7) cm, wałeczkowate, siedzące bądź na krótkich szypułkach. Kwiaty męskie z trzema pręcikami. Ich przysadki zazwyczaj rdzawe, długości 4-5 mm. Kłosy żeńskie dolne, od dwóch do czterech, walcowate, długości 1,5-6(8) cm, grubości 5-7 mm, wzniesione. Kwiaty żeński z jednym słupkiem o dwóch znamionach, ich przysadki podługowato lancetowate, tępe lub niekiedy zaostrzone, ciemnobrunatne, z jasnozieloną środkową smugą, krótsze od pęcherzyków, długości 2,5-3,5 mm, szerokości 1 mm. Podsadki górne krótkie, szczecinowate, dolna listkowata, bezpochwiasta, krótsza od kwiatostanu.
OwoceŻółtobrązowy, soczewkowaty orzeszek, długości 2 i szerokości 1,5 mm, ukryty w jajowatym pęcherzyku. Pęcherzyki jajowate, spłaszczone, (2)3,5-4 mm długości oraz ok. 2 mm szerokości, 5-7 nerwowe, żółtozielone, z krótkim, całobrzegim dzióbkiem, ułożone dachówkowato, wcześnie odpadają.

## Biologia i ekologia
RozwójBylina, hemikryptofit. W Polsce kwitnie w kwietniu i maju.
SiedliskoZasiedla siedliska mokre, głównie torfowiska niskie, błotniste łąki, szuwary i olsy.
FitocenozyW klasyfikacji zbiorowisk roślinnych gatunek charakterystyczny dla związku (All.) Magnocaricion oraz zespołu (Ass.) szuwaru turzycy sztywnej (Caricetum elatae).
GenetykaSomatyczna liczba chromosomów 2n = 74-80.

## Zmienność
Wyróżnia się podgatunki:
- Carex elata All. subsp. elata
- Carex elata All. subsp. omskiana (Meinsh.) Jalas